# Fernsprechamt Schlüterstraße

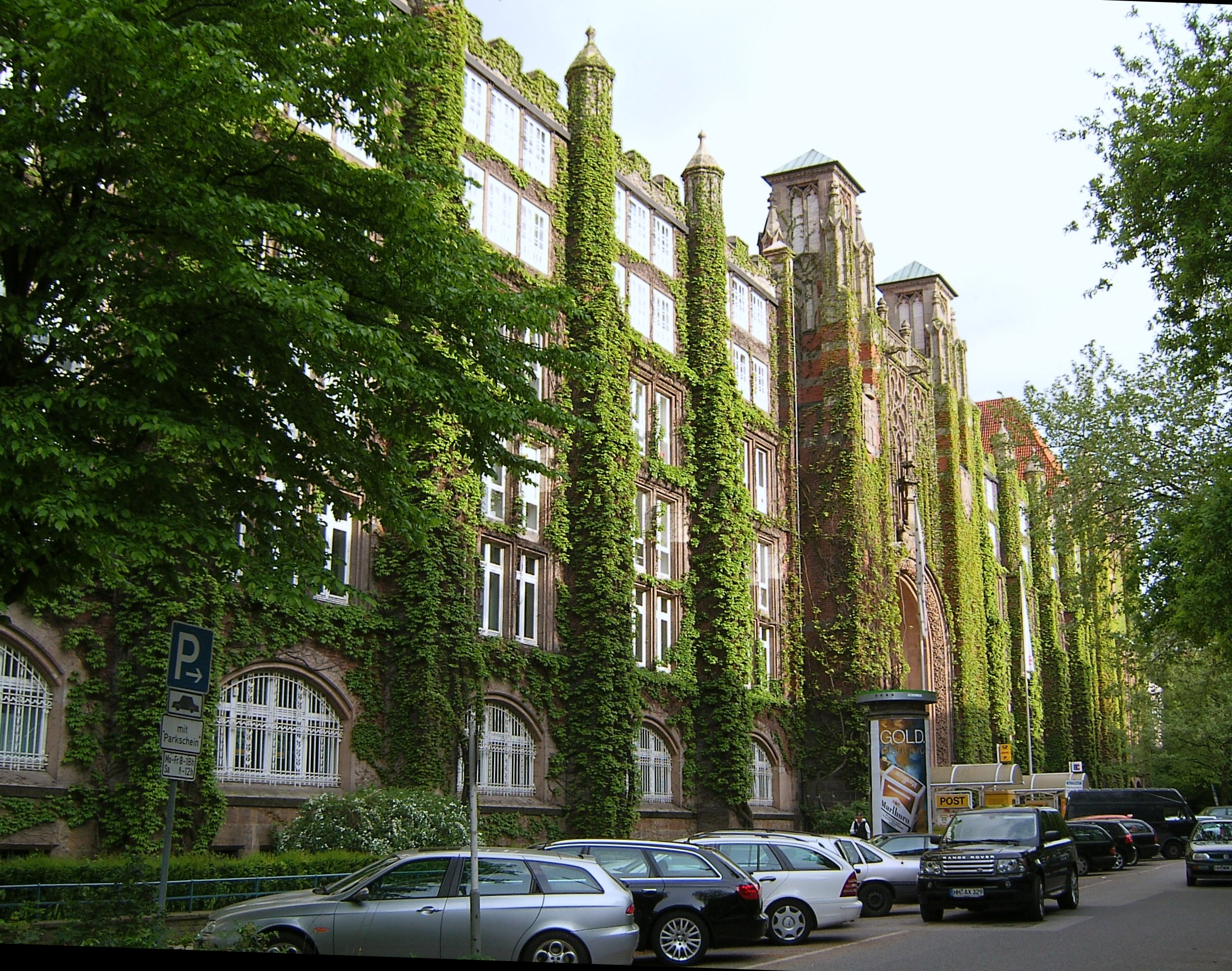
Fassade zur Schlüterstraße mit Haupteingang (2006)

Das Fernsprechamt Schlüterstraße in Hamburg-Rotherbaum wurde von 1902 bis 1907 von der Reichspost als Zentralfernsprechamt für Hamburg errichtet. Später beherbergte das Backsteingebäude das Fernmeldeamt 1 Hamburg und das Postamt HH13. Der Entwurf im neogotischen Stil stammt von dem Geheimen Baurat Paul Schuppan und dem Postbaurat Willy Sucksdorf. Seit 1998 steht das Gebäude unter Denkmalschutz.

## Bau und Architektur

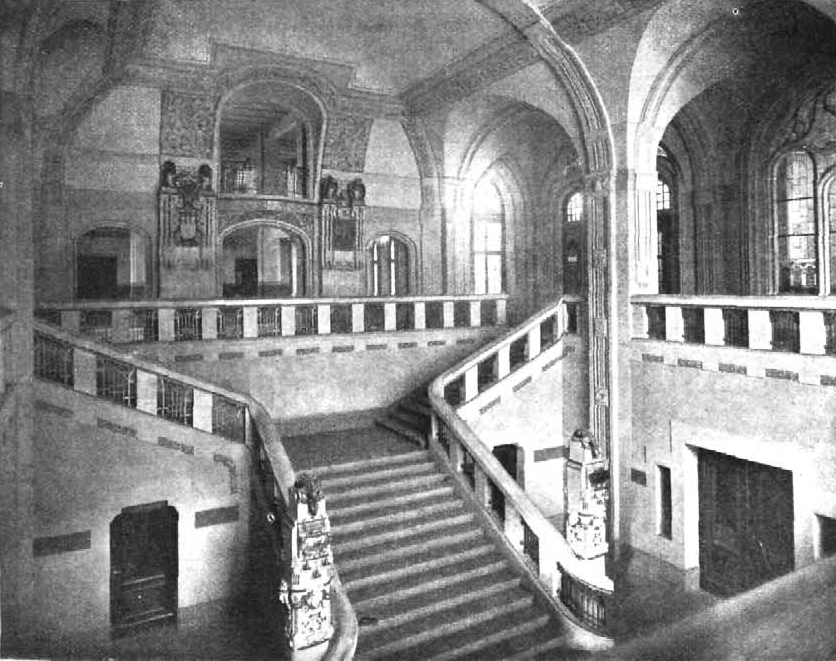
Haupteingangshalle (1908)

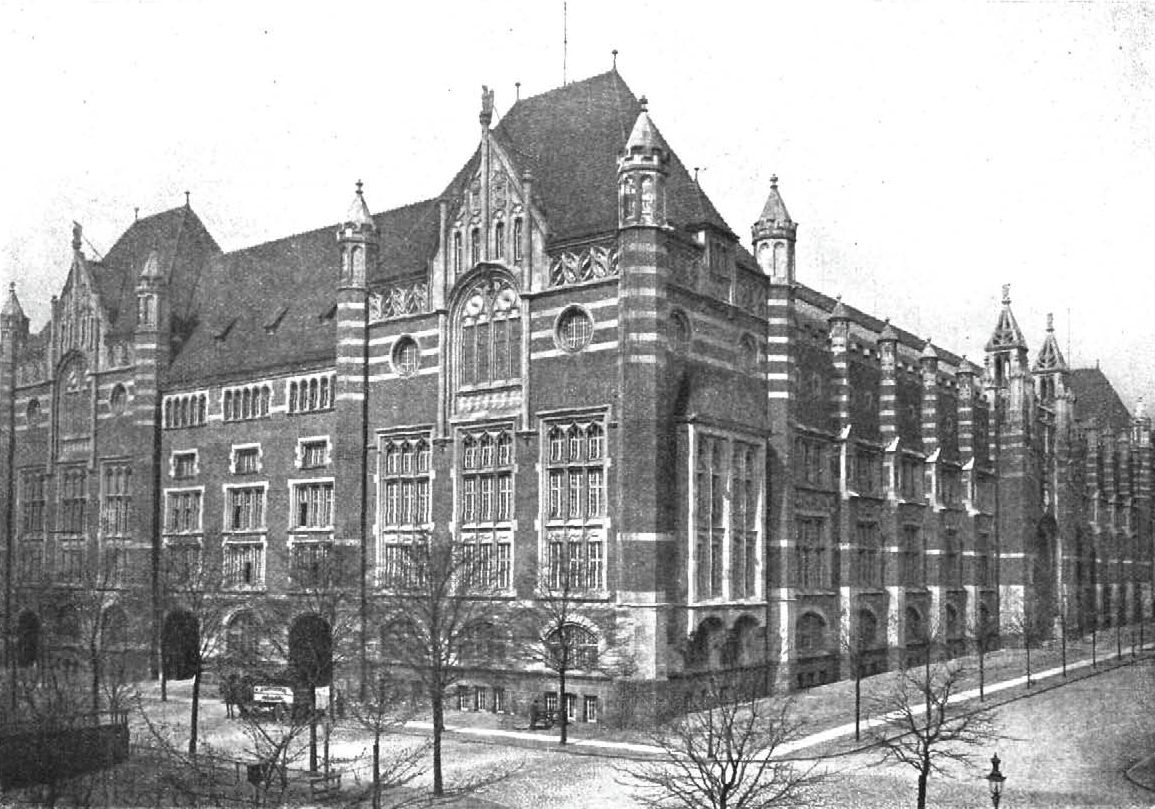
Fernsprechamt Schlüterstraße um 1908

Neben den Telefonanschlüssen in Hamburg selbst sollten auch die damals nicht zur Stadt gehörigen Nachbarorte Altona, Wandsbek und Schiffbek, die mit Hamburg eine wirtschaftliche Einheit bilden, angeschlossen werden. Dementsprechend wurde der Standort so gewählt, dass ein Kreis mit einem Radius von fünf Kilometern um das Fernsprechamt das Stadtgebiet Hamburgs (in den Grenzen vor 1937) und die vorgenannten Gebiete umfasst. 1901 erwarb die Reichspostverwaltung von der Stadt Hamburg den Bauplatz zur Errichtung der Vermittlungszentrale für einen Kaufpreis von 857.000 Mark. Das Grundstück hat eine rechteckige Form und eine Größe von 11.430 m², der Quadratmeterpreis lag also bei knapp 75 M/m². Da die Mark 1902 goldgedeckt war, entspricht der Quadratmeterpreis dem damaligen Wert von 0,864 Feinunzen Gold; in Kaufkraftparität sind das ungefähr 624 €/m².
Das Gebäude befindet sich an der Schlüterstraße 51–55 / Ecke Binderstraße 26–30 im Grindelviertel unweit des südlich gelegenen Hauptgeländes der Universität Hamburg mit dem Philturm und dem Audimax, beides in der Nachkriegszeit errichtet. Rückwärtig grenzt das Gebäude in westlicher Richtung an den Standort der 1938 zerstörten Bornplatzsynagoge und an die Talmud-Tora-Schule. Im Osten befindet sich die parallel zur Schlüterstraße verlaufende Rothenbaumchaussee. Auf Höhe des Fernsprechamtes befindet sich das Völkerkundemuseum, das etwa zeitgleich mit dem Fernsprechamt errichtet wurde.
Das Gebäude hat zur Schlüterstraße eine symmetrisch gestaltete Hauptfront mit einer Breite von 138 m.

## Nutzungsgeschichte

Lage des Fernsprechamtes mit besiedelten/unbesiedelten Gebieten (zartrot/weiß) und Entfernungskreisen (2,5/5,0/7,5 km), Gebiete außerhalb der damaligen Stadtgrenze sind abgedunkelt. (Hamburger Stadtplan von 1900 aus der Sammlung Christian Terstegge)

1908 nahm die Fernvermittlungsstelle an ihrem neuen Standort den Betrieb auf.
1910 zogen die Vermittlungsämter I und Ia für den Ortsverkehr hinzu. 
Am 2. Mai 1924 ging im Zentralfernsprechamt mit dem Nordischen Rundfunk (NORAG) der erste norddeutsche Radiosender auf Sendebetrieb. Der eigentliche Sender befand sich im dritten Obergeschoss, Maschinen- und Akkumulatorenraum im zweiten Obergeschoss, während der Aufnahmeraum in einem Seitenflügel untergebracht war. Die Antenne befand sich auf dem Dach zwischen zwei 28 Meter hohen Masten. Der erste Rundfunkintendant Hans Bodenstedt sprach von dort mit „Hier ist die NORAG“ die ersten Worte, die auf Sendung gingen. Auch ein Konzertsaal zur Rundfunk-Liveübertragung befand sich im Gebäude zur Binderstraße. 1931 zog die NORAG, der die angemieteten Räume im Zentralfernsprechamt längst zu klein geworden waren, in das neuerrichtete Funkhaus (heute NDR-Funkhaus) an der Rothenbaumchaussee 132 um.
1943 wurde das Gebäude durch Bomben teilweise zerstört (vgl. Operation Gomorrha) und 1947 bis 1951 wieder aufgebaut.
Nach Kriegsende befanden sich in zwei Räumen des Fernmeldeamt 1 Anlagen und Mitarbeiter zum Abhören von Telefonaten durch die britische Besatzungsmacht.
2003 verkaufte die Deutsche Telekom das Gebäude an eine Fondsgesellschaft des Bankhauses Wölbern, weil die Stadt Hamburg den damals geforderten Kaufpreis von 60 Millionen Euro nicht bezahlen wollte. Die Stadt war am Gebäude für die Nutzung durch die Universität Hamburg interessiert. Im Januar 2020 wurde bekannt, dass die Stadt das Gebäude ab 2023 für 30 Jahre anmieten will, um es als Erweiterung für den benachbarten Uni-Campus zu nutzen und Teile der Universität sowie die außeruniversitären Forschungseinrichtungen ZBW und GIGA dort unterzubringen. Die Gesamtkosten sollen sich auf 440 Millionen Euro belaufen, am 21. Oktober 2022 starteten die Umbauten bzw. Erweiterungen zum „Campus Schlüterstraße“.
Am 13. April 2021 wurde die Post-Filiale geschlossen.

## Galerie

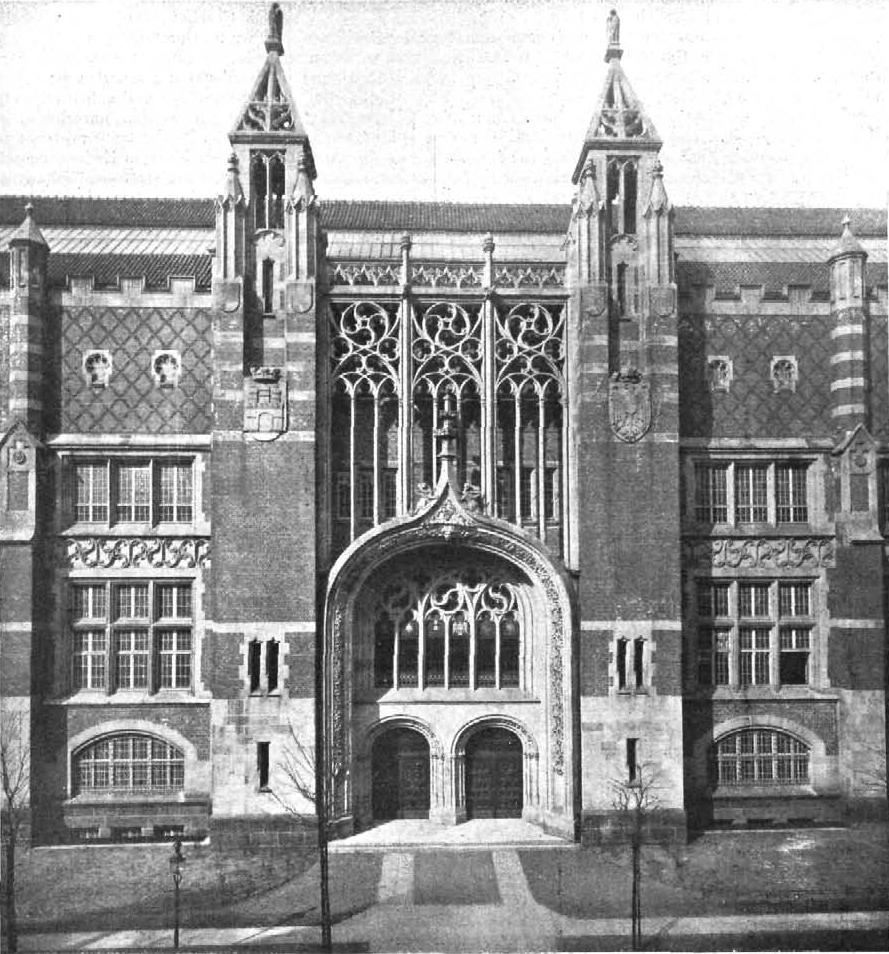
Haupteingang (1908)
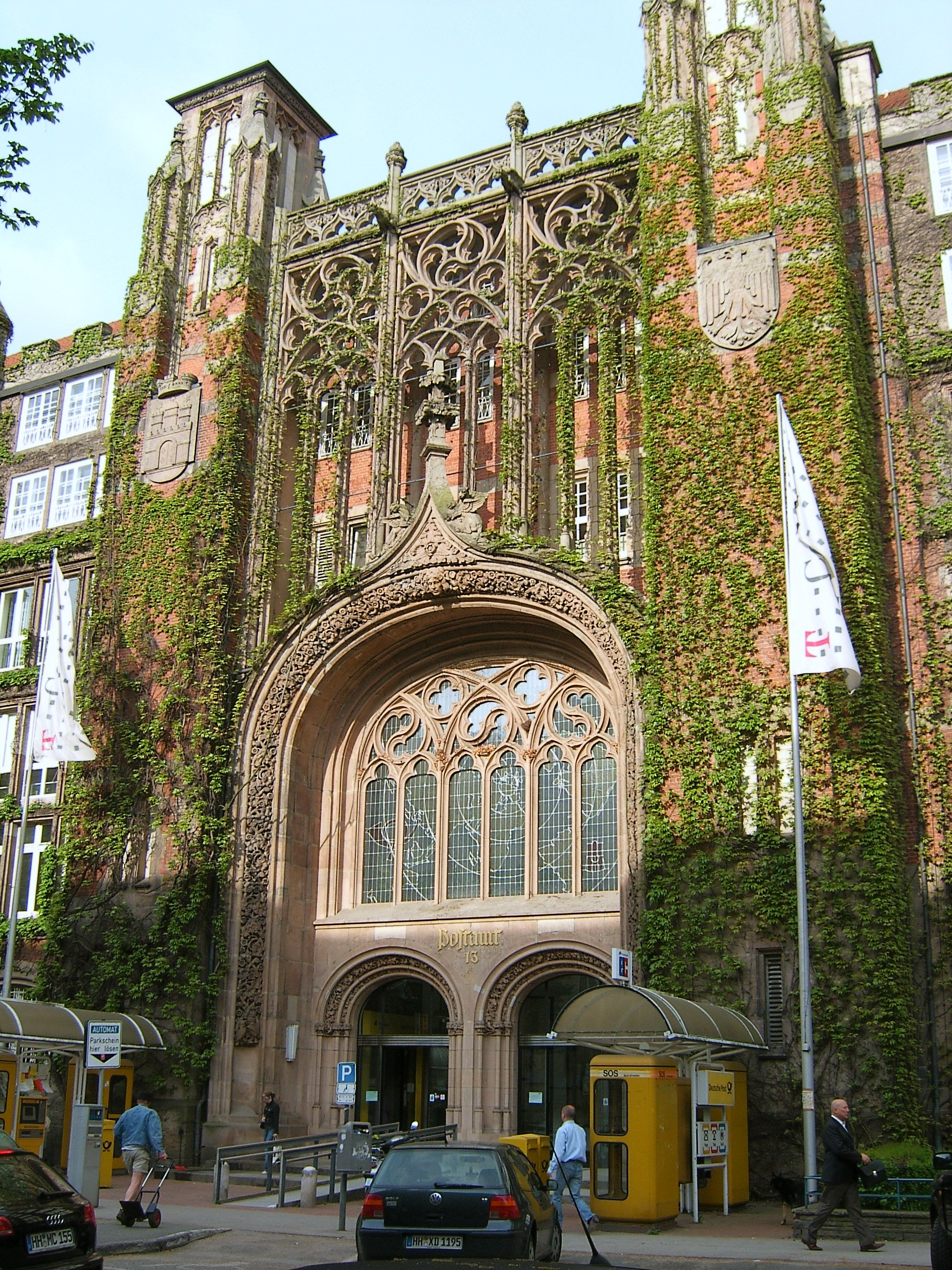
Haupteingang (2006)
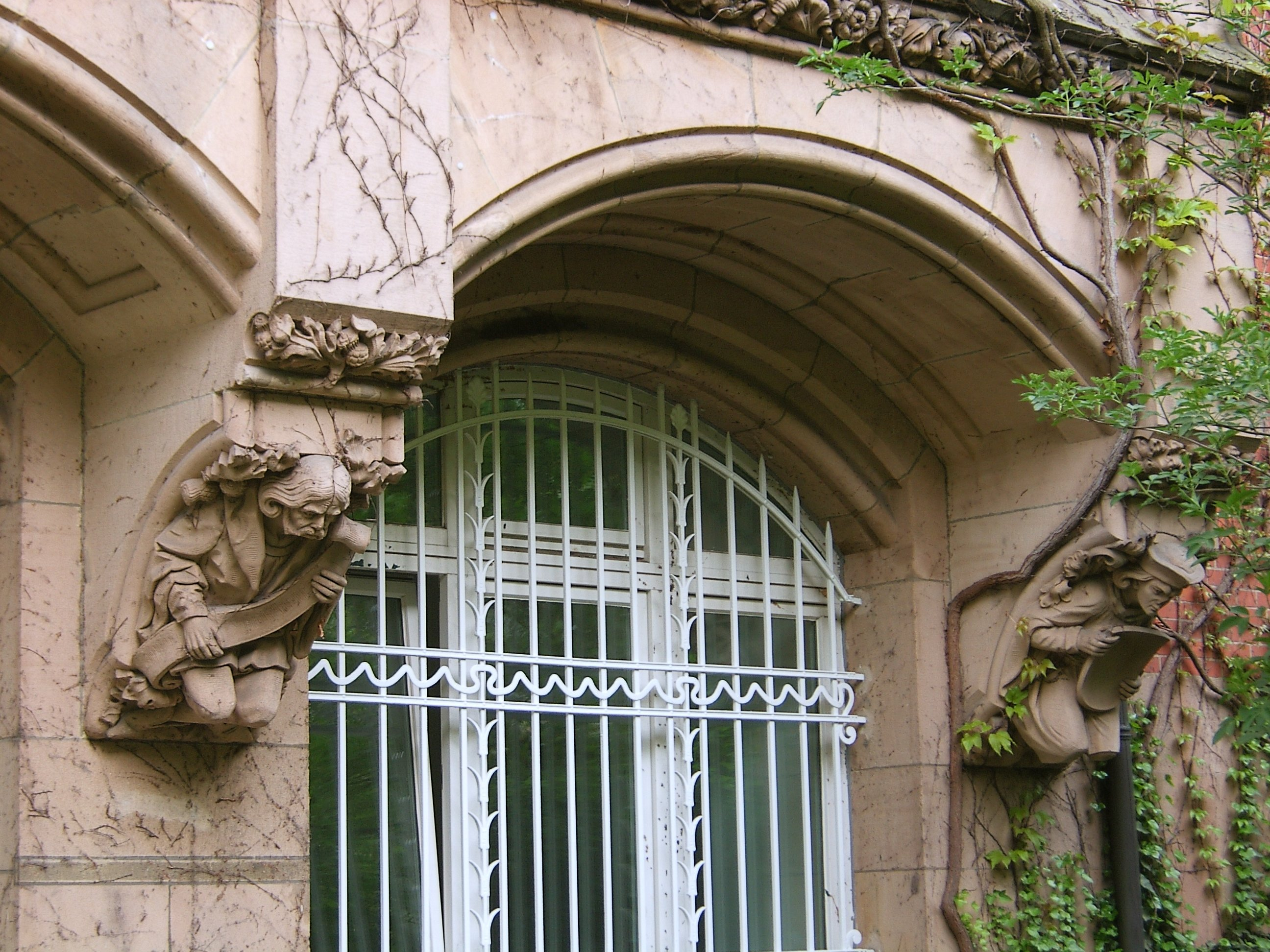
Detailaufnahme, Fassade zur Schlüterstraße (2006)
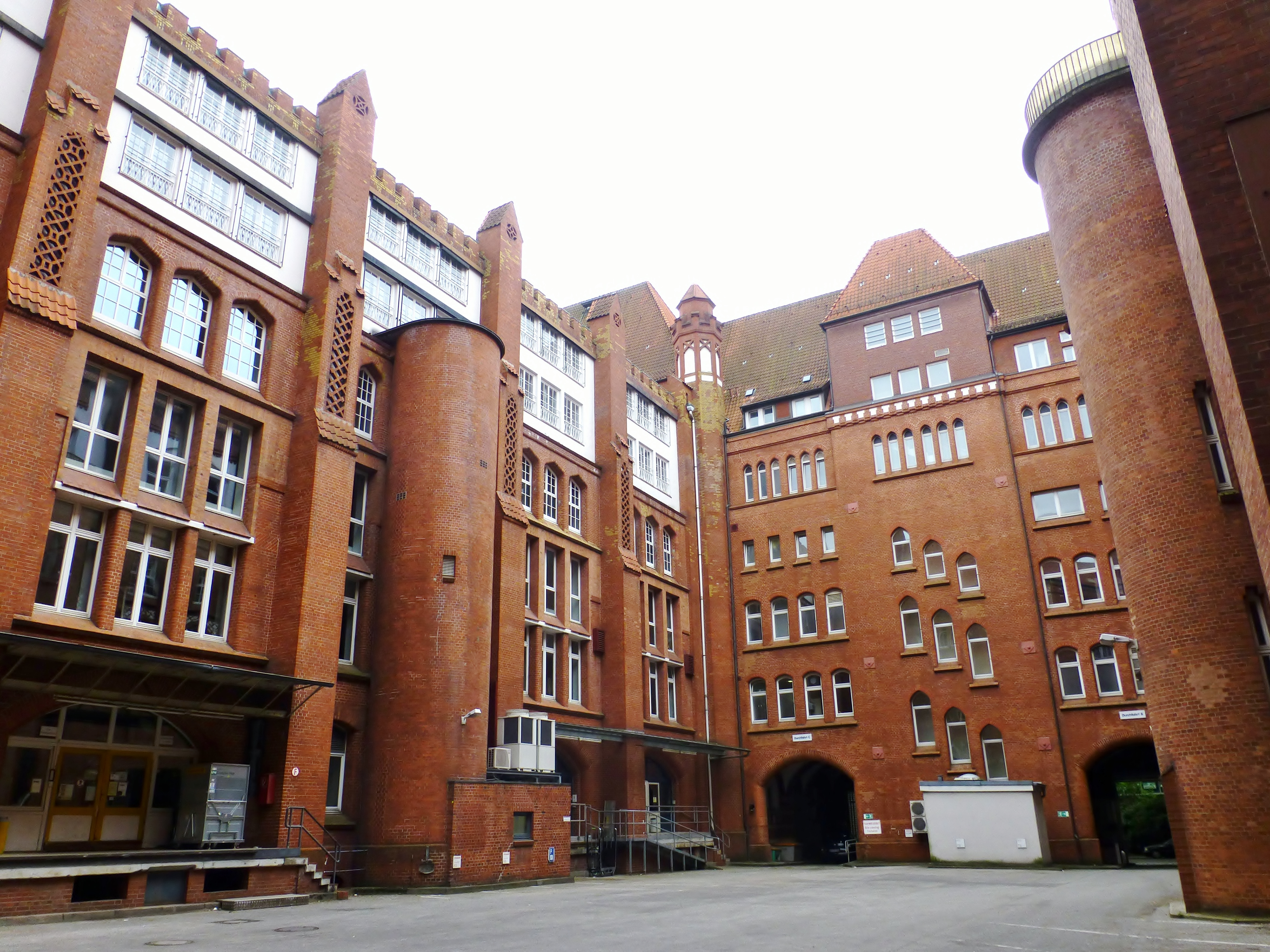
Erster Innenhof
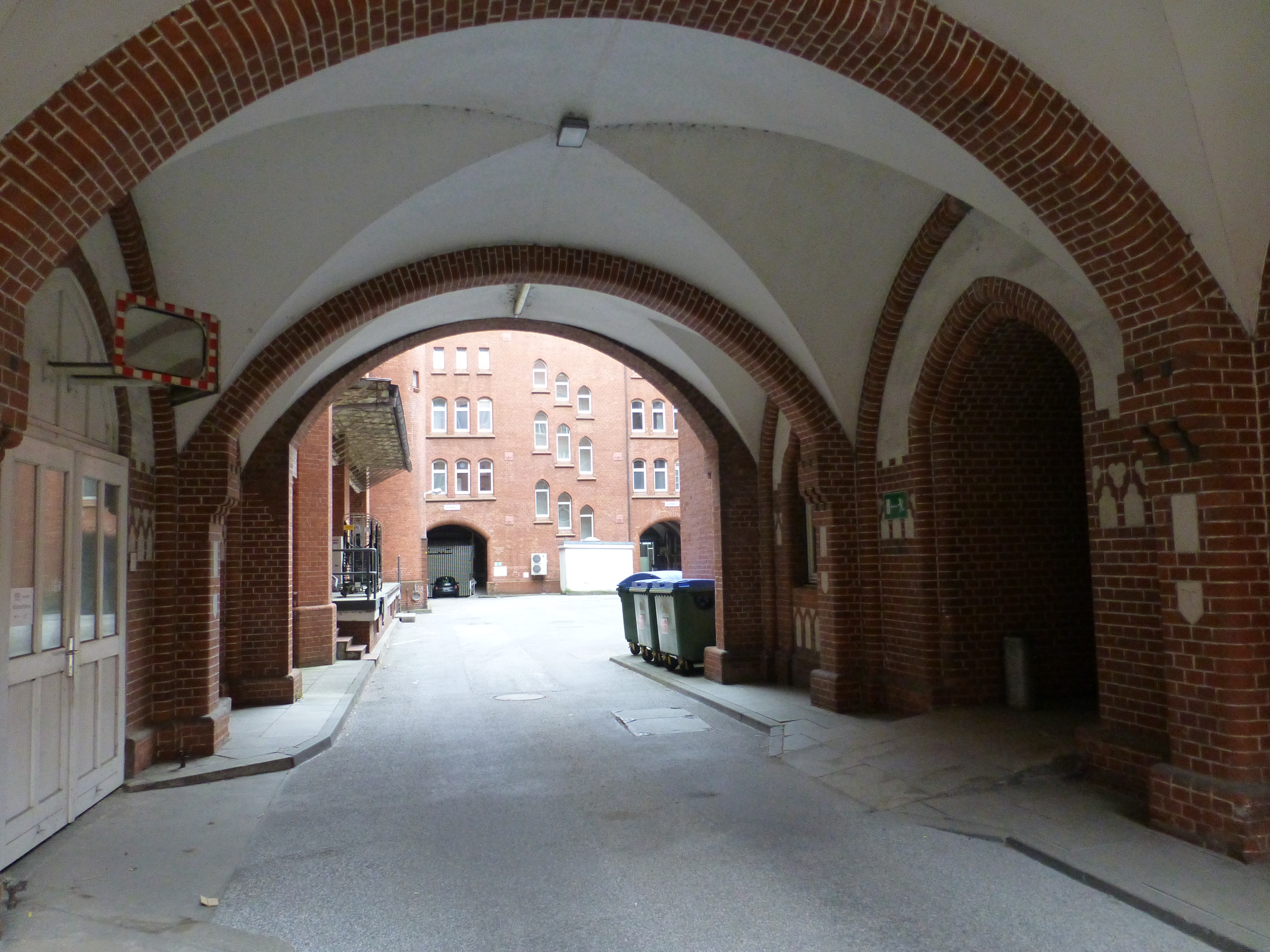
Blick vom 2. Innenhof in den 1. Innenhof
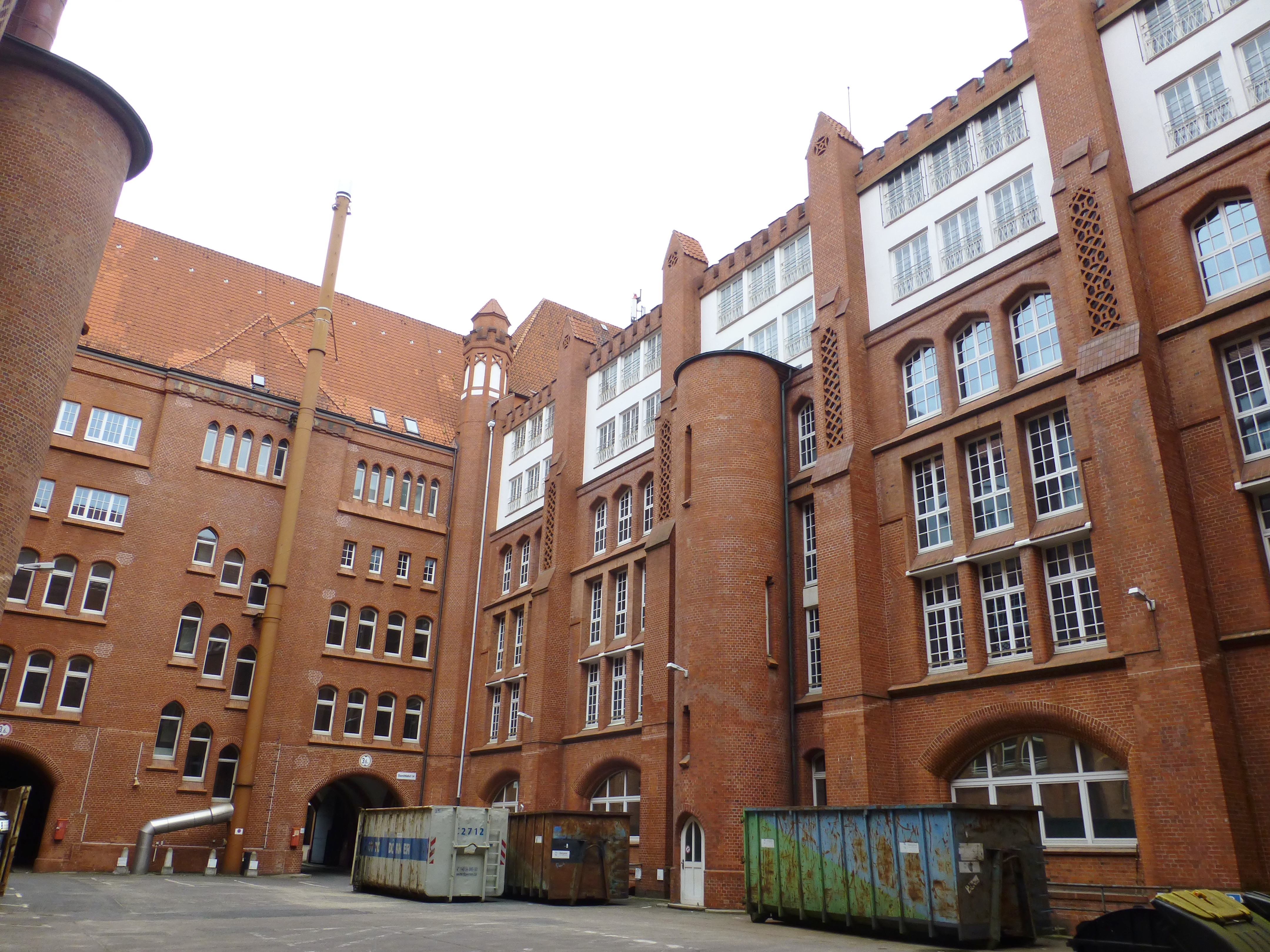
Zweiter Innenhof